# La Végétarienne
La Végétarienne est un roman de l'autrice sud-coréenne Han Kang, Prix Nobel de littérature 2024, publié en 2007. Il s'agit de son dixième roman, lauréat du prix international Booker 2016.
Ce roman fait partie des "25 chefs-d’œuvre de la littérature mondiale qui vont marquer le XXIème siècle" d'après l'hebdomadaire Télérama.

## Résumé
Le roman se divise en trois chapitres.

### La Végétarienne
Yŏnghye est une femme ordinaire selon son mari. Une nuit, celui-ci la découvre debout devant le réfrigérateur la porte grande ouverte. La seule chose qu'elle lui répond lorsqu'il lui demande ce qu'elle fait là est : « J'ai fait un rêve. » À son réveil le lendemain matin, la scène se répète, mais Yŏnghye a, de plus, sorti tous les aliments d'origine animale et les a disposés sur le sol de la cuisine. Désormais, ils ne mangeront plus de matière animale. Dès lors, le lecteur a accès à une partie des rêves que fait Yŏnghye. Dès lors, elle commence à perdre du poids et refuse de faire l'amour avec son mari, sous prétexte qu'il dégage une odeur de viande. Lors d'un repas organisé par le PDG de l'entreprise de son mari, Yŏnghye provoque beaucoup de discussions sur le thème du végétarisme. Le soir-même, le mari expose à sa belle-famille la situation qu'il supporte difficilement. À l'anniversaire de la mère d'Yŏnghye, son père tente en vain de lui faire manger de la viande de force, avec l'aide de ses frères. La jeune femme se saisit d'un couteau et se tranche les veines. Son beau-frère la porte sur son dos à l'hôpital. À l'issue de son hospitalisation, sa mère lui apporte un médicament noir à base de chèvre noire qu'elle lui dit n'être composé que de plantes. Après en avoir goûté un peu, la jeune femme jette le médicament sur sa mère. Le soir, son mari la veille et s'endort profondément dans le lit de camp. À son réveil, Yŏnghye a disparu. Après avoir réglé les démarches administratives, le mari la retrouve à l'extérieur, les seins à l'air, car, dit-elle, elle avait trop chaud.

### La Tache mongolique
À la fin d'un spectacle mis en scène par un chorégraphe, Jae, le beau-frère de Yŏnghye est déçu. Il s'apprête à rentrer chez lui, où l'attendent sa femme, Inhye, qui possède un magasin de produits de beauté, et son fils de cinq ans. Il avait imaginé ce spectacle à la suite d'une discussion qu'il avait eue avec sa femme à propos de la tache mongolique de leur fils[pas clair]. Sa femme lui apprend que sa sœur, Yŏnghye, l'avait gardée jusqu'à au moins l'âge de vingt ans. Mais il ne rentre pas chez lui ; il continue sa route jusqu'à son atelier où il aime travailler lorsqu'il n'y a personne comme ce dimanche après-midi. Il ne fait que repenser à la scène à caractère pornographique qu'il a imaginée, mettant en scène sa belle-sœur. Chunsu, un de ses collègues, arrive à l'atelier. Il rentre finalement chez lui. Son fils a attrapé un rhume et sa femme s'inquiète pour sa sœur, en instance de divorce. Sous la douche qu'il prend seul, il se masturbe en pensant à Yŏnghye. Ses désirs pour sa belle-sœur sont nés deux ans plus tôt, lorsque celle-ci s'était ouvert les veines au repas de famille et qu'il l'avait transportée sur son dos. Après avoir proposé à sa femme de le faire, il rend visite à sa belle-sœur. Elle ne répond pas lorsqu'il toque à la porte. Mais, celle-ci étant ouverte, il entre. C'est alors qu'elle sort de la salle de bain, entièrement nue. Après s'être rhabillée, elle mange quelques fruits en sa compagnie. Au moment de partir, il lui propose de marcher avec lui, car il a quelque chose à lui demander. Lors de cette promenade, il lui demande de poser nue pour lui, et elle accepte. Minho, un ami de Jae, prête son atelier. Yŏnghye ne ressent aucune gêne à se dénuder devant son beau-frère. Celui-ci peint son corps, puis filme une séquence de près de cinq minutes. Il voudrait mettre en scène de la pornographie. Pour accompagner Yŏnghye, il pense à son collègue Chunsu. Après avoir visionné le film, ce dernier accepte, mais ignore que Jae attend de lui plus que des scènes érotiques. Les corps peints du couple se mettent en mouvement de manière artistique pendant qu'ils sont filmés. En revanche, Chunsu refuse la scène pornographique. Après la séance, Jae tente d'embrasser sa belle-sœur, qui l'éconduit, car il n'a pas le corps peint comme son compagnon de chorégraphie. Alors, tard le soir-même, Jae demande à son ex-maîtresse, une artiste comme lui, de peindre son corps. Il revient ensuite chez Yŏnghye et ils font l'amour. Quelques minutes plus tard, ils recommencent, mais cette fois-ci à la lumière et filmés. Au petit matin, Jae se trouve nez-à-nez avec sa femme dans la cuisine de Yŏnghye. Elle a visionné la vidéo qu'ils ont tournée durant la nuit. Inhye a appelé une ambulance pour les faire interner tous les deux. Yŏnghye se laisse emmener facilement, tandis que Jae tente de se jeter par la fenêtre s'imaginant pouvoir s'envoler. Heureusement, il est rattrapé par un infirmier.

### Les Flammes des arbres
À la gare routière du bourg de Masŏk, Inhye attend sous une pluie battante le bus qui doit l'amener près de l'hôpital psychiatrique de Ch'uksong, où est internée Yŏnghye. Quelques jours plus tôt, cette dernière n'est pas rentrée de sa promenade et on l'a retrouvée en pleine forêt, immobile comme si elle se prenait pour un arbre. La nuit précédente, Inhye a fait un rêve étrange, où sa sœur lui parlait de manière étrange. Dans le bus, elle repense à son étrange ex-mari qui ne rentrera jamais à la maison, comme elle le répète à leur fils lorsque celui-ci lui demande quand il reverra son père. Elle se remémore également le jour où elle a amené sa sœur dans cet hôpital. Le médecin est inquiet car Yŏnghye refuse de s'alimenter depuis plusieurs jours, elle a atteint un état de maigreur extrême. Elle a besoin d'être transférée dans une hôpital spécialisé dans l'anorexie. Lorsqu'elle arrive, Inhye découvre sa sœur en train de faire le poirier. Elle lui dit qu'elle n'a plus besoin de manger, juste de boire. N'a-t-elle pas déclaré, en arrivant dans cet hôpital entouré de forêt, que les arbres sont tous des frères et des sœurs ? Visiblement, elle se prend pour l'un d'entre eux. Songeant au passé, Inhye se demande à quel moment elle aurait pu agir afin que sa sœur ne prenne pas ce chemin de la folie. Yŏnghye doit être nourrie de force par l'équipe soignante. Malgré sa maigreur elle oppose une féroce résistance. Dans l'ambulance qui conduit Yŏnghye à Séoul, Inhye repense à la discussion qu'elle avait eue avec son fils à la suite du cauchemar qu'il avait fait. Elle glisse à Yŏnghye que tout ceci n'est en fait peut-être qu'un rêve.

## Adaptations

### Théâtre
- La Vegetariana de Daria Deflorian, dans le cadre du festival d'automne 2024 à L'Odéon[3].